# Akassa (pâte)
 (mars 2017).
Si vous disposez d'ouvrages ou d'articles de référence ou si vous connaissez des sites web de qualité traitant du thème abordé ici, merci de compléter l'article en donnant les références utiles à sa vérifiabilité et en les liant à la section « Notes et références ».
Pour les articles homonymes, voir Gui et Akassa.
L'akassa, ou gui, en langue fon-gbe, est une sorte de pâte faite à base de maïs cuit, moulu et trempé, consommée au Bénin, au Nigeria, au Burkina Faso, au Togo et en Côte d'Ivoire. L'akassa a un goût un peu fermenté et se consomme avec la sauce de poisson ou de viande. Elle peut servir aussi à la préparation d'une bouillie.

## Origine
Elle est originaire du Togo et du Bénin.
La variété de maïs utilisée pour la préparation de l'Akassa est un maïs à grain blanc, introduit en Afrique sub-saharienne à partir du XVIe siècle.
La préparation de l'akassa remonte à l'introduction de cette céréale dans la sous-région.

## Les caractéristiques du maïs
La qualité du maïs est importante dans la préparation de la boule d’akassa. En effet, on rencontre plusieurs types de maïs dans la sous-région, dont certains sont peu cultivés ou peu utilisés par les paysans, les transformateurs et les consommateurs. Les groupes locaux nécessaires à la préparation de l'akassa sont des variétés à grain blanc et à cycle court ou intermédiaire.

## Phases de préparation de l’akassa
Il faut commencer par verser l’eau dans une grande casserole et portez-la à ébullition. Il faut ensuite éteindre le feu et incorporez progressivement la farine de maïs tout en remuant constamment avec la spatule en bois pour éviter la formation de grumeaux. Il faut ensuite laissez le mélange reposer pendant 5 minutes afin qu’il s’hydrate correctement. Après, il faut remettre la casserole sur feu doux et continuez à remuer vigoureusement pendant environ 55 minutes. La pâte devrait peu à peu épaissir et prendre une consistance ferme mais élastique. Pour finir, il faut assaisonner avec un peu de sel et de servir,.

## Galerie de photos

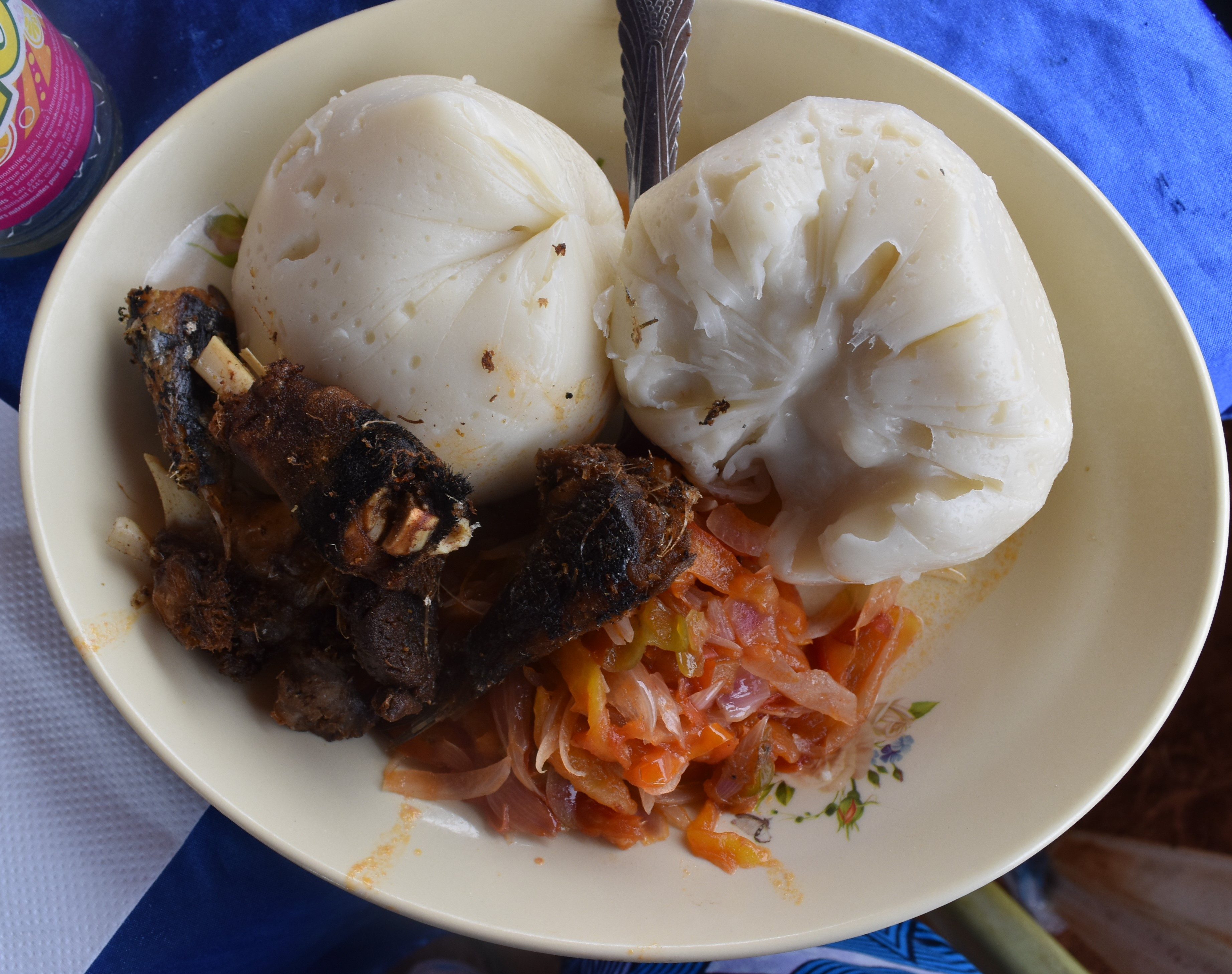
Boules d'akassa accompagnées de Monyo
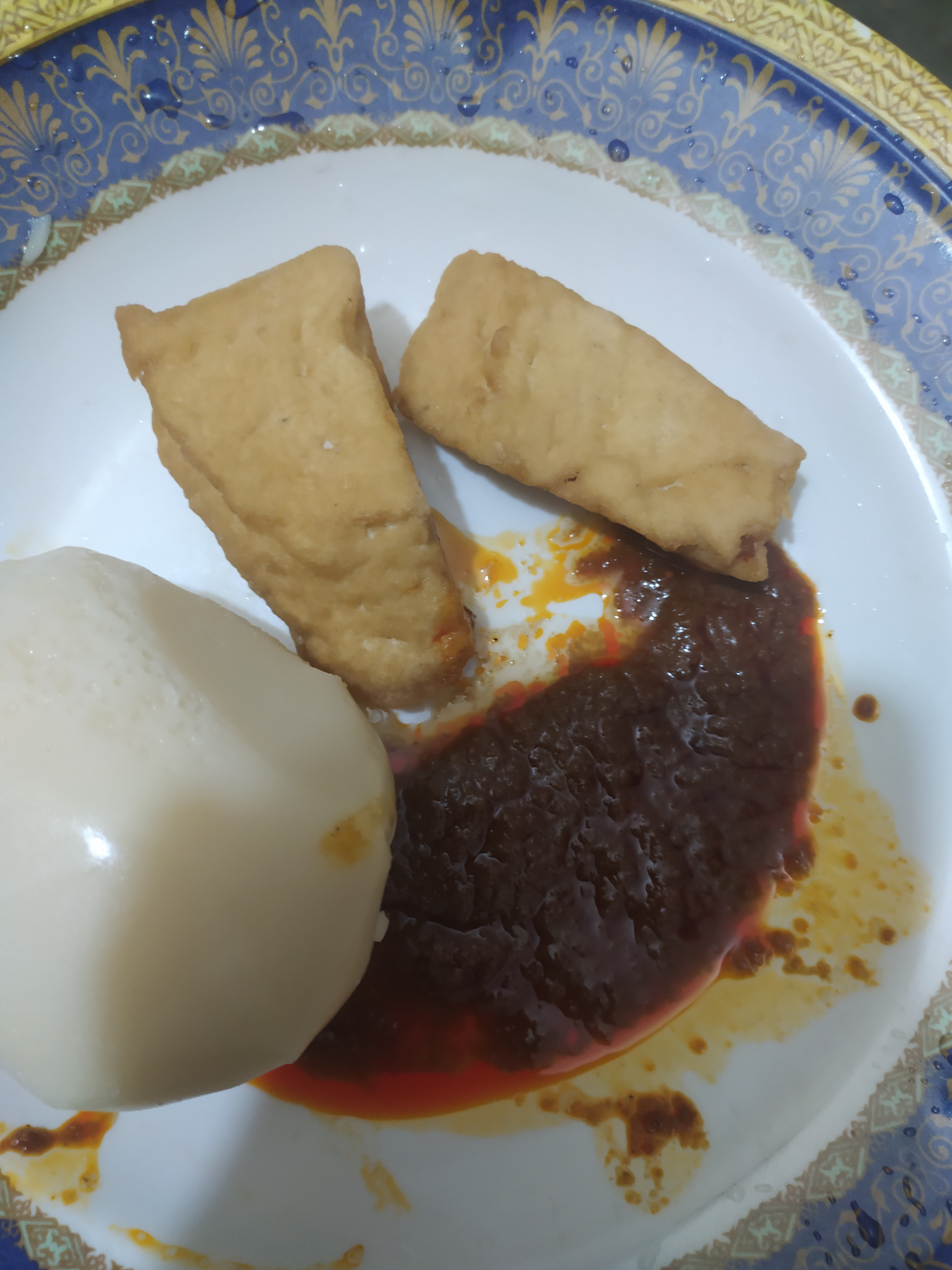
Akassa et du Amon soja (Fromage de Soja)
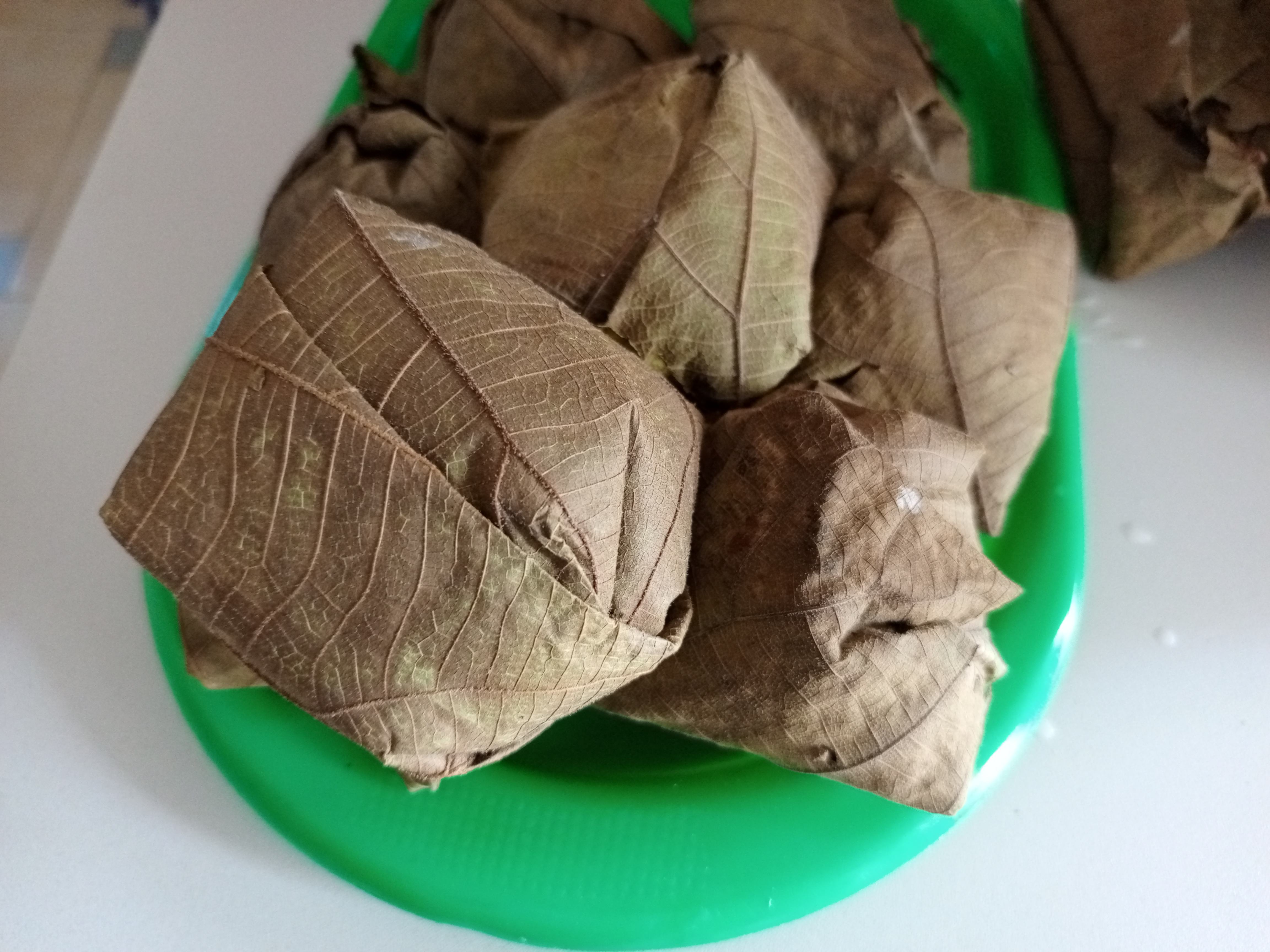
Akassa emballé dans des feuilles de teck